# Єжи Траммер
Єжи Траммер (пол. Jerzy Trammer; 1876, Вадовиці — 17 травня 1936, Краків) — польський цивільний юрист, адвокат.

## Життєпис
Активно діяв у Краківській колегії адвокатів, був віцепрезидентом, а після смерті Міхала Коя 24 червня 1921 року обраний її президентом. Перебував на посаді до 1932 року. У 1922 році був засновником Національно-державного союзу. Секретар секції цивільного права Кодифікаційної комісії Республіки Польща. На цій посаді він брав участь у підготовці більшості актів польського цивільного права міжвоєнного періоду.
Батько професора права Генрика Траммера, дід геолога і письменника професора Єжи Траммера та капітана яхти й підприємця Яна Траммера.

## Вибрані праці
- Ustawa konkursowa (Kraków 1904)
- Norma jurysdykcyjna z komentarzem (Kraków 1906)
- Ordynacya ugodowa z objaśnieniami (Kraków 1915)
- Ustawa elektryczna w świetle krytyki (Kraków 1925)
- Dzisiejszy obraz ordynacji egzekucyjnej (Kraków 1926)